# Guilherme Costa
Guilherme Pereira da Costa (Itaguaí, 1 de octubre de 1998) es un deportista brasileño que compite en natación, especialista en el estilo libre.
Ganó una medalla de bronce en el Campeonato Mundial de Natación de 2022, en la prueba de 400 m libre, y finalizó 5° en los 800m estilo libre, las mejores ubicaciones jamás logradas por un sudamericano en todos los tiempos. Participó en los Juegos Olímpicos de Tokio 2020, ocupando el octavo lugar en la prueba de 800 m libre. En los Juegos Panamericanos fue campeón de 400, 800 y 1500 metros libres. También es actualmente el poseedor del récord sudamericano en los 400, 800 y 1500 metros estilo libre.

## Carrera internacional

### 2017–2021
Compitió en los 1500 m libre en el Campeonato Mundial de Natación de 2017 y terminó en el puesto 19.
El 6 de diciembre de 2017, participando en el Abierto de Brasil (recorrido largo) en Río de Janeiro, batió el récord sudamericano en los 1500 metros libres, con un tiempo de 14:59.01. Fue la cuarta vez en 2017 que rompió el récord sudamericano de esta carrera.
En los Juegos Suramericanos de 2018 en Cochabamba, ganó la medalla de oro en los 400 m libre y la medalla de plata en los 1500 m libre.
El 30 de junio de 2018, participando en el Trofeo Sette Colli (recorrido largo) en Roma, batió el récord sudamericano en los 800 m libre, con un tiempo de 7:50.92.
En el Campeonato Pan-Pacífico de Natación de 2018 en Tokio, Japón, terminó cuarto en los 4 × 200 m libre, 4° en los 800 m libre y 4° en los 1500 m libre.
En el Campeonato Mundial de Natación de 2019 en Gwangju, Corea del Sur, terminó en el puesto 21 en los 800 m libre, y 25 en los 1500 m libre.
En los Juegos Panamericanos de 2019 celebrados en Lima, Perú, Costa ganó su mayor título, la medalla de oro en los 1500m libres, con tiempo de 15:09.93. Brasil no ha ganado este evento en los Juegos Panamericanos desde que Tetsuo Okamoto lo ganó en la primera edición de los Juegos, en 1951.
En diciembre de 2019, participando en el Abierto de Estados Unidos (recorrido largo) en Atlanta, batió el récord sudamericano en los 400 m libres, con un tiempo de 3:46.57, en los 800 m libre, con un tiempo de 7:47.37 y en los 1500 m libre, con un tiempo de 14:55.49.
El 19 de abril de 2021, participando en las Pruebas de Selección Olímpica Brasileña, bajó su récord sudamericano en los 400 m libres, con un tiempo de 3:45.85.

### Juegos Olímpicos de verano de 2020–presente
En los Juegos Olímpicos de Verano de 2020 en Tokio, Costa casi rompió el récord sudamericano en las series de Anexo:Natación en los Juegos Olímpicos de Tokio 2020 libre, con un tiempo de 3:45.99. Terminó en el puesto 11, a 0.32s de conseguir un lugar en la final. En los Anexo:Natación en los Juegos Olímpicos de Tokio 2020 libre, rompió el Récord sudamericano en eliminatorias con un tiempo de 7:46.08, ubicándose 5° para la final. Costa finalizó octavo en la final de 800m libre, y posteriormente, 13° en la clasificatoria de los 1500m libre.
En el Campeonato Mundial de Natación de 2022, en Budapest, Hungría, se convirtió en el primer brasileño y sudamericano en la historia en ganar una medalla en los 400 m libre, obteniendo el bronce con un tiempo de 3:43.31, nuevo récord sudamericano. Fue la primera medalla de un sudamericano en los 400 m libre de cualquier importante encuentro internacional desde el argentino Alberto Zorrilla en los Juegos Olímpicos de 1928. Ningún sudamericano se había clasificado nunca para la final de 400 m libre en el Campeonato Mundial. En los 800 m libres, Costa batió el récord sudamericano con un tiempo de 7:45.48, finalizando en 5° lugar, la mejor posición jamás obtenida por un sudamericano en el evento (ningún nadador sudamericano había llegado siquiera a la final de este evento en Campeonatos del Mundo). En los 1500 m estilo libre, Costa rompió el récord sudamericano en eliminatorias, con un tiempo de 14:53.03, clasificándose 4º para la final. En la final, Costa destruyó el récord sudamericano, rebajándolo en más de 4 segundos, con un tiempo de 14:48.53, finalizando en el 6° lugar e igualando la mejor marca de la historia de Brasil en la carrera (6° lugar de Luiz Lima en 1998). Después de los eventos de piscina, nadó en aguas abiertas, en el Equipo Mixto de Relevos de 6 km, donde Brasil terminó en 5° lugar.
En el Campeonato Mundial de Natación de 2023, en Fukuoka, Japón, se mantuvo entre los mejores del mundo, terminando 4° en los 400 metros libre, 7° en los 800 metros libre y 8° en el relevo 4x200 metros libre. Eligió no participar en los 1.500 m estilo libre, para nadar el relevo.
En los Juegos Panamericanos de 2023 celebrados en Santiago de Chile, Costa ganó 4 medallas de oro en los 400 metros libre, con un tiempo de 3.46.79, récord de los Juegos Panamericanos; en los 800 metros libre, con tiempo de 7:53.01, récord de los Juegos Panamericanos; en los 1.500 metros libre, con tiempo de 15:09.29; y en 4 x 200 metros libre, con tiempo de 7:07.53, récord de los Juegos Panamericanos.
En el Campeonato Mundial de Natación de 2024 se mantuvo entre los mejores del mundo, terminando cuarto en los 400 metros estilo libre. Introduciendo por primera vez los 200 m estilo libre en su abanico de pruebas, llegó a la final con un tiempo de 1:46.06 (índice olímpico) en las semifinales, siendo sólo el segundo brasileño de la historia en llegar a una final del Campeonato del Mundo en este evento. Como el calendario de Doha se había hecho con varias pruebas de estilo libre acumuladas en los primeros días, nadó las eliminatorias de 800 m estilo libre, pero acabó quedándose sin energía para terminar la carrera correctamente: a mitad de la carrera, abandonó el intento, terminando 27º con un tiempo de 7:58.02. En la final de 200 m estilo libre, por la noche, finalizó octavo con un tiempo de 1:46.87.